# Úvodní obřady
Úvodní obřady (latinsky ritus initiales) jsou první částí mše nebo jiné křesťanské bohoslužby. Začínají vstupním průvodem, po němž celebrant políbením pozdraví oltář, případně jej též okouří kadidlem; následně se pokřižuje a pozdraví lid. Po úkonu kajícnosti se zpívá Kyrie a o nedělích (mimo dobu adventní a postní), slavnostech a svátcích také Gloria. Úvodní obřady jsou zakončeny vstupní modlitbou, po níž následuje bohoslužba slova.